# Hieronymus Cypraeus
Hieronymus Cypraeus, geboren als Hieronymus Koppersmidt, auch Hieronymus Kupferschmidt (* 1516/17 in Schleswig; † 8. Mai 1573 ebenda) war ein deutscher Geistlicher und Schleswiger Domherr.

## Leben und Wirken
Bei dem Namen „Cypraeus“ handelte es sich um die griechisch-lateinische Schreibweise des niederdeutschen Namens „Koppersmidt“. In den Quellen, die Cypraeus beschreiben, auch jenen mit lateinischem Bezug, sind beide Schreibweisen zu finden. In den Dokumenten, die seinen Bruder betreffen, wird nur „Cypraeus“ verwendet.
Hieronymus Cypraeus war ein Sohn von Claus Koppersmidt. Dieser wirkte als Schleswiger Bürgermeister und Domherr und starb am 14. Februar 1574. Der Name der Mutter ist nicht dokumentiert. Er hatte einen Bruder namens Paulus Cypraeus (* 16. April 1536), der als Jurist lexikalische Relevanz erreichte.
Cypraeus besuchte eine unbekannte Universität, die er zu einem nicht dokumentierten Zeitpunkt als Magister verließ. Sein Name ist erstmals im Jahr 1552 zu finden, als er als Rektor der Schleswiger Domschule arbeitete. Um 1552 heiratete er Petronella, die Witwe des 1551 verstorbenen Schleswiger Bischof Tilemann von Hussen. Ab 1555 gehörte er dem Schleswiger Domkapitel an und wirkte anfangs als dessen Thesaurarius (Schatzmeister), ab 1556 auch als Archidiakon. Im Domkapitel erhielt er, wohl auch wegen seiner Ämter, eine einflussreiche Position. 
Cypreaus war unmittelbar an Konflikten mit Herzog Adolf von Schleswig-Holstein-Gottorf beteiligt. Dieser übernahm 1556 die Stelle das Schleswiger Bischofs. Kanzler Adam Tratziger half und beeinflusste den Herzog bei dessen Versuchen, das Domkapital und dessen Vermögen dem Fürsten zu unterstellen. Der Herzog ließ ein Pädagogium gründen, an dem Kanoniker an der neuen höheren Lehranstalt unterrichten, diese jedoch nicht leiten sollten, was bis dahin der Fall gewesen war. Cypraeus, der Lektor Caeso Enigma und Domherr Conrad Hogreve wollten diesem Vorhaben nicht zustimmen und mussten daher 1565 einige Zeit in Haft verbringen, wo sie ihren Widerstand aufgaben. 1567 wurde Cypraeus erster Rektor der Einrichtung und unterrichtete hier Griechisch und Hebräisch.
1569 plante der Herzog, seinen einjährigen Sohn Friedrich als Domherrn einzusetzen. Darüber hinaus sollte er als Koadjutor auch sein Nachfolger als Bischof werden. Cypraeus stimmte nicht zu und geriet daher gemeinsam mit weiteren Mitgliedern des Domkapitels, so auch Enigma und Hogreve, erneut in Haft. Auch dieses Mal beugten sich die Inhaftierten dem Willen des Herzogs.

## Werke
Cypraeus gilt als erster Geschichtsschreiber der Herzogtümer, den der Renaissancehumanismus prägte. Er schrieb über die Geschichte der Bischöfe Schleswigs und behandelte dabei auch die politische Historie Dänemarks und des Herzogtums Schleswig. Die Arbeit mit dem Titel Chronicon episcoporum Slesvicensium blieb unvollendet und reichte bei seinem Tod nur bis zur Mitte des 14. Jahrhunderts. Sein Bruder Paulus nahm sie als Basis für sein historisches Hauptwerk.
Sofern Cypraeus mittelalterliche Geschichtsbeschreibungen in gedruckter oder handschriftlicher Form zur Verfügung hatte, arbeitete er kompilatorisch und nahm keine Quellenkritiken vor. Er gab in Zitaten und Referaten Urkunden an, nach denen er in Archiven des Bistums, des Domkapitels und weiterer kirchlicher Einrichtungen gesucht hatte. Somit arbeitete er für seine Zeit vergleichsweise modern.
1560 erschienen Cypraeus' Epigramme der Schleswigen Bischöfe. Der Autor sortierte diese in chronologischer Reihenfolge. Im Sinne des Humanismus sind diese Arbeiten der Geschichtsschreibung zuzuordnen.